# Yushan (Ma’anshan)
Yushan (chiń. upr. 雨山区; chiń. trad. 雨山區; pinyin Yǔshān Qū) – dzielnica miasta Ma’anshan w prowincji Anhui we wschodniej części Chińskiej Republiki Ludowej. Liczba mieszkańców dzielnicy, w 2010 roku, wynosiła 309 672.